# Éloise
Pour les articles homonymes, voir Eloise.
Éloise est une commune française située dans le département de la Haute-Savoie, en région Auvergne-Rhône-Alpes.

## Géographie
Éloise se trouve en Semine, à l'extrémité nord-ouest de la Haute-Savoie, face au département de l'Ain, sur la route d'Annecy à Valserhône. Son territoire constitue une sorte d'appendice de ce plateau, enserré entre le lac de retenue du barrage de Génissiat sur le Rhône, qui effectue une boucle pour le contourner, et le ruisseau de Balavent. Son habitat est dispersé dans de nombreux hameaux répartis sur le sommet du plateau, dont les principaux sont les Bachats, la Pièce, Fiolaz, le Grand Buisson, Bois d'Arlod, les Grands Champs et Bonvy.
Éloise est l'une des très rares communes de France dont les deux premiers chiffres du code postal ne correspondent pas au numéro minéralogique du département ; en effet, la commune est desservie par le bureau de poste de Bellegarde-sur-Valserine, situé dans l'Ain.

### Transport et voies de communication
La commune est située 37 km au nord-est d'Annecy, à 12 km après Frangy, et à 6 km avant Valserhône. Elle est desservie par :
- la RN 508 section Annecy - Valserhône ;
- l'autoroute A40, sortie « Éloise » (2 km) ;
- le TGV ou TER dans les gares de Bellegarde-sur-Valserine (6 km) et Seyssel (18 km) ;
- l'aéroport international de Genève-Cointrin (34 km) ou l'aéroport régional d'Annecy (36 km).

## Urbanisme

### Typologie
Au 1er janvier 2024, Éloise est catégorisée commune rurale à habitat dispersé, selon la nouvelle grille communale de densité à sept niveaux définie par l'Insee en 2022.
Elle appartient à l'unité urbaine de Valserhône, une agglomération inter-départementale regroupant deux  communes, dont elle est une commune de la banlieue,,. Par ailleurs la commune fait partie de l'aire d'attraction de Genève - Annemasse (partie française), dont elle est une commune de la couronne,. Cette aire, qui regroupe 158 communes, est catégorisée dans les aires de 700 000 habitants ou plus (hors Paris),.

### Occupation des sols
L'occupation des sols de la commune, telle qu'elle ressort de la base de données européenne d’occupation biophysique des sols Corine Land Cover (CLC), est marquée par l'importance des forêts et milieux semi-naturels (56,7 % en 2018), une proportion sensiblement équivalente à celle de 1990 (57,1 %). La répartition détaillée en 2018 est la suivante : 
forêts (56,7 %), terres arables (13,2 %), zones urbanisées (12,6 %), zones agricoles hétérogènes (10,6 %), eaux continentales (5,7 %), zones industrielles ou commerciales et réseaux de communication (1,2 %).
L'IGN met par ailleurs à disposition un outil en ligne permettant de comparer l’évolution dans le temps de l’occupation des sols de la commune (ou de territoires à des échelles différentes). Plusieurs époques sont accessibles sous forme de cartes ou photos aériennes : la carte de Cassini (XVIIIe siècle), la carte d'état-major (1820-1866) et la période actuelle (1950 à aujourd'hui).

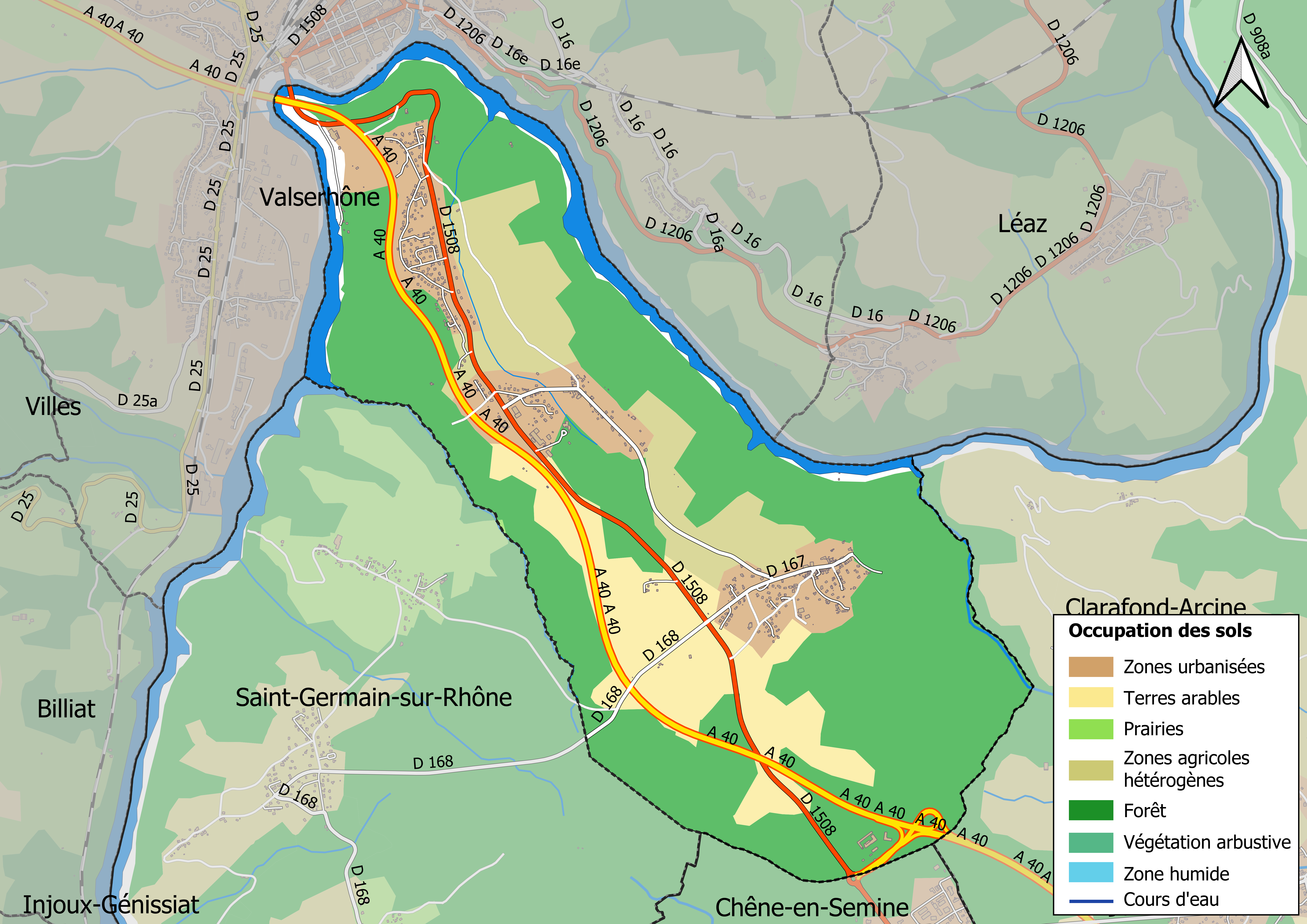
Carte des infrastructures et de l'occupation des sols en 2018 (CLC) de la commune.
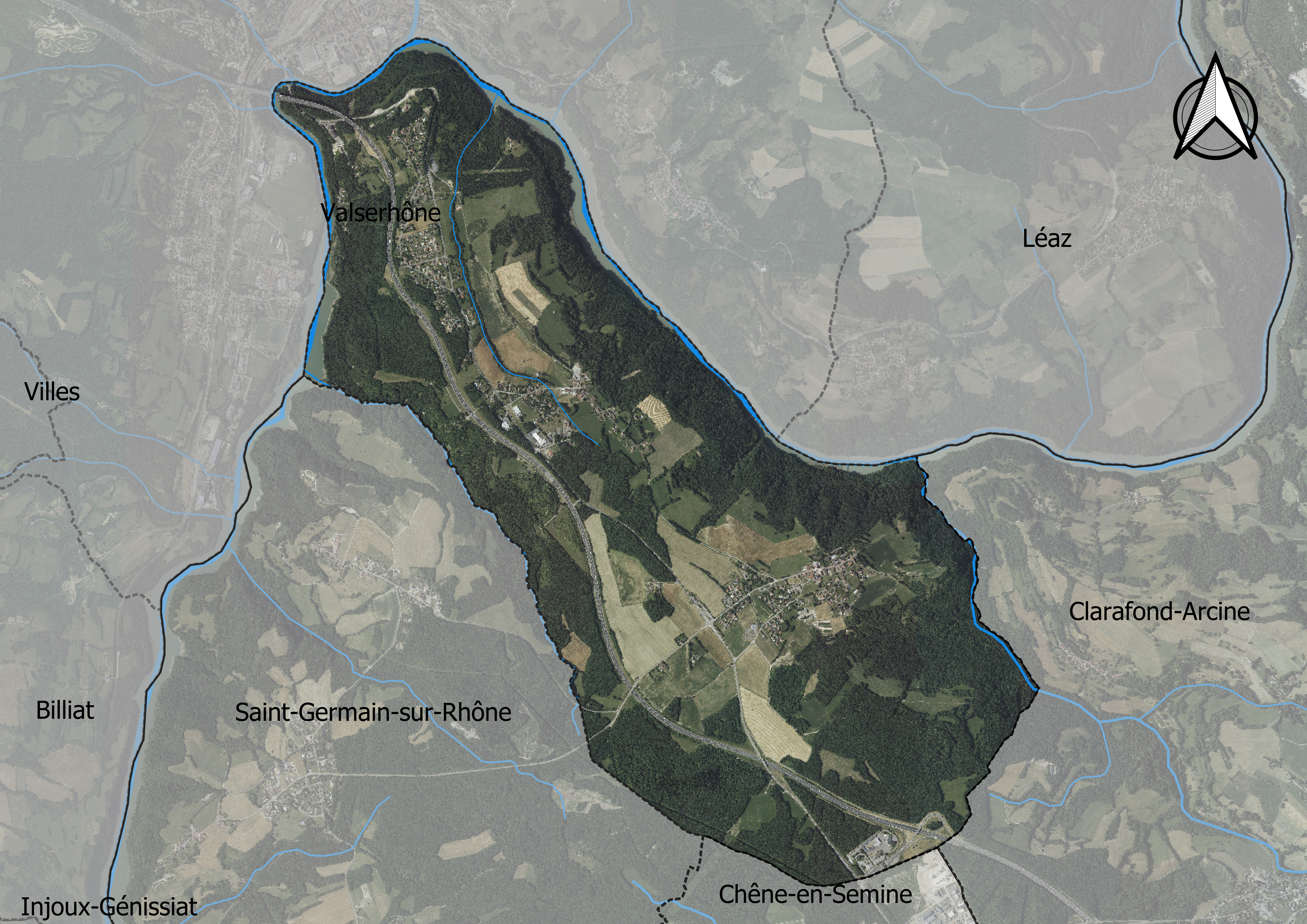
Carte orthophotogrammétrique de la commune.

## Toponymie
En francoprovençal, le nom de la commune s'écrit Élouéze, selon la graphie de Conflans.

## Histoire
Lors du traité de Lyon, le 17 janvier 1601, le Bugey, le pays de Gex, le Bresse et le Valromey passent de la Savoie à la France. À partir de cette date, le chemin des espagnols est créé. Il s’agit d’une route permettant aux armées espagnoles de rejoindre la Franche-Comté puis la Flandre qui étaient espagnoles à cette époque, depuis l’Italie en passant par la Savoie.  Les troupes espagnoles passaient par l’ancêtre du pont de Grésin, construit à peu de distance du pont actuel, pour se diriger vers Lancrans, Chézery, et rejoindre la Franche-Comté.
En 1601, le Pont d'Arlod appelé également « Les Certons d'Arlod » ou « Essertoux » ,avec ses 48 habitants est accordé à la France comme tête de pont sur la rive gauche du Rhône. Le traité de Turin de 1760 voit la frontière reportée sur le fleuve.

## Politique et administration
| Période | Période  | Identité                | Étiquette | Qualité                    |
| ------- | -------- | ----------------------- | --------- | -------------------------- |
| 1863    | 1863     | Georges Gassillou       |           |                            |
| 1864    | 1873     | Guillaume Gassilloud    |           |                            |
| 1873    | 1874     | Joseph-François Perrier |           |                            |
| 1876    | 1877     | Jean-Basile Delécraz    |           |                            |
| 1878    | 1883     | Guillaume Gassilloud    |           |                            |
| 1884    | 1888     | Hector Gassilloud       |           |                            |
| 1888    | 1890     | Alexandre Duborgel      |           |                            |
| 1890    | 1907     | Claude Cattin           |           |                            |
| 1908    | 1912     | Jean-Marie Bouchoud     |           |                            |
| 1912    | 1919     | Paul Fenestraz          |           |                            |
| 1919    | 1925     | Eugène Perrier          |           |                            |
| 1925    | 1929     | Jean-François Brun      |           |                            |
| 1929    | 1946     | Robert Gassilloud       | SFIO      |                            |
| 1946    | 1946     | Arthur Vasgette         |           |                            |
| 1946    | 1948     | Edmond Fenestraz        |           |                            |
| 1948    | 1953     | Paul Fenestraz          |           | Plus jeune Maire de France |
| 1953    | 1965     | Paul Perrier            |           |                            |
| 1965    | 1977     | André Berthelot         |           |                            |
| 1977    | 1995     | Henri Bouniol           |           |                            |
| 1995    | 2008     | Jean Ninet              |           |                            |
| 2008    | 2020     | Marthe Cutelle          |           |                            |
| 2020    | En cours | Didier Clerc            |           |                            |
|         |          |                         |           |                            |

## Population et société

### Démographie
L'évolution du nombre d'habitants est connue à travers les recensements de la population effectués dans la commune depuis 1793. Pour les communes de moins de 10 000 habitants, une enquête de recensement portant sur toute la population est réalisée tous les cinq ans, les populations de référence des années intermédiaires étant quant à elles estimées par interpolation ou extrapolation. Pour la commune, le premier recensement exhaustif entrant dans le cadre du nouveau dispositif a été réalisé en 2004.

En 2022, la commune comptait 935 habitants, en évolution de +12,38 % par rapport à 2016 (Haute-Savoie : +6,01 %, France hors Mayotte : +2,11 %).
| 1793 | 1800 | 1806 | 1822 | 1838 | 1848 | 1858 | 1861 | 1866 |
| ---- | ---- | ---- | ---- | ---- | ---- | ---- | ---- | ---- |
| 197  | 252  | 258  | 400  | 458  | 484  | 490  | 427  | 450  |

| 1872 | 1876 | 1881 | 1886 | 1891 | 1896 | 1901 | 1906 | 1911 |
| ---- | ---- | ---- | ---- | ---- | ---- | ---- | ---- | ---- |
| 509  | 504  | 465  | 472  | 402  | 403  | 391  | 383  | 339  |

| 1921 | 1926 | 1931 | 1936 | 1946 | 1954 | 1962 | 1968 | 1975 |
| ---- | ---- | ---- | ---- | ---- | ---- | ---- | ---- | ---- |
| 331  | 320  | 313  | 325  | 253  | 264  | 292  | 377  | 444  |

| 1982 | 1990 | 1999 | 2004 | 2006 | 2009 | 2014 | 2019 | 2022 |
| ---- | ---- | ---- | ---- | ---- | ---- | ---- | ---- | ---- |
| 487  | 656  | 715  | 872  | 898  | 862  | 837  | 927  | 935  |

### Enseignement
- Groupe scolaire « la Prairie » (septembre 1998).

## Culture et patrimoine

### Lieux et monuments
- Église Saint-Vincent.
- Musée municipal paysan, fondé par Marius Fillion, à côté de l'église paroissiale.
- Pont de Grésin, sur le Rhône.
- Les pertes du Rhône, aujourd'hui englouties sous les eaux du barrage de Génissiat.
- Au hameau de Fiolaz se trouvait jadis la maison-forte de Méral, aujourd'hui disparue.
- Stèle du village englouti d'Essertoux.

#### Patrimoine culturel
- Bibliothèque municipale.
- Maison du Terroir : préhistoire, histoire, géologie, ethnographie, botanique.
- Espace d'animation / salle des fêtes.

#### Espaces verts et fleurissement
En 2014, la commune obtient le niveau « une fleur » au concours des villes et villages fleuris.

### Personnalités liées à la commune
Marius Fillion, paysan et archéologue amateur, fondateur du Musée Paysan d'Éloise, à deux pas de l'église.

### Héraldique
| Armes d’Éloise | Les armes d'Éloise se blasonnent ainsi : D'or au pont suspendu de sable posé entre deux rochers de sinople mouvant des flancs en chaussé et entre lequel coule une rivière d'azur, accompagné en chef a dextre de trois feuilles de chêne rangées en bande et au canton senestre d'un écusson de gueules à la croix d'argent. |